# محمد مندور
محمد عبد الحميد موسى مندور (1325 هـ / 1907- 1384 هـ / 1965 م) ناقد أدبي وكاتب مصري متنوع، ولغوي. مارس الصحافة والتدريس الجامعي، عاش تاريخًا حافلا بمعارك سياسية، وفكرية، واجتماعية مؤثرة، ولد بالشرقية في 5 يوليو 1907 والتحق بكلية الحقوق وقت افتتاح الجامعة المصرية عام 1925 ثم درس بكلية الآداب قسم الاجتماع وقسم اللغة العربية وحصل على ليسانس الآداب عام 1929 وليسانس الحقوق عام 1930.

## نشأته ودراسته الأولى
ولد محمد مندور في 5 يوليو 1907م في قرية كفر مندور، بالقرب من منيا القمح بمديرية الشرقية، وكان والده يقرأ ولكنه لا يستطيع أن يكتب، وكان الأب منتميًا إلى الطريقة النقشبندية. وعندما بلغ محمد مندور الخامسة ألحقه أبوه بكتّاب الشيخ عطوة، فتعلم القراءة والكتابة والحساب وجزءي عم وتبارك، ثم التحق بمدرسة الألفي الابتدائية في منيا القمح، التي تبعد عن كفر مندور حوالي ستة كيلومترات، كان مندور الطفل يقطعها كل صباح راكبًا حمارًا. وفي سنة 1921 حصل مندور على الشهادة الابتدائية، ولما كانت مدينة الزقازيق ـ عاصمة مديرية الشرقية ـ تخلو آنذاك من مدرسة ثانوية، ألحقه أبوه بالقسم الداخلي في مدرسة طنطا الثانوية، وهناك ظهر تفوقه الدراسي، حتى حصل على البكالوريا من القسم الأدبي سنة 1925، وكان ترتيبه الثاني عشر على القطر المصري كله. وقد تخلل ذلك فصله من المدرسة حينًا من الوقت بسبب تزعمه الطلاب في الإضراب والمظاهرات ضد الإنجليز وحكومة زيور التي خلفت حكومة سعد زغلول إثر مقتل السردار.

## دراسته في الجامعة المصرية
افتتحت الجامعة المصرية في نفس العام الذي حصل فيه مندور على البكالوريا، فالتحق بكلية الحقوق آملًا أن يصير وكيلًا للنيابة، غير أن الدكتور طه حسين نصحه بالانتقال إلى كلية الآداب، فآثر مندور البقاء في كلية الحقوق مع الانتساب في الوقت ذاته إلى كلية الآداب (قسم الأدب العربي واللغات السامية)، كما أعجب أحد الأساتذة الأجانب في قسم علم الاجتماع باجتهاد مندور في مادته، فعرض عليه الانتقال إلى قسم الاجتماع، ولما رفض مندور عرض عليه أن يجمع بين القسمين، فقبِل أيضًا، وجاء ترتيبه في السنة التحضيرية الأول مكررًا على طلاب الآداب والحقوق معًا.
في سنة 1929، نال محمد مندور شهادة الليسانس في الآداب ـ التي كانت مدة الدراسة فيها أربع سنوات ـ سنة 1929، وكان ترتيبه فيها الأول، وبقيت له سنة خامسة في كلية الحقوق، وأثناء ذلك وقع اختيار الجامعة عليه عضوًا ببعثتها إلى جامعة السوربون، ولحسن حظه قررت الكلية أن تستبقي المبتعثين سنة لدراسة اللغة الفرنسية، فاستطاع مندور أن يكمل دراسته للحقوق، وحصل على ليسانس الحقوق سنة 1930، وكان ترتيبه بين الأوائل.

## البعثة الفرنسية
بعد حصول مندور على ليسانس الحقوق، وبعد تردد ـ كان منشؤه حلمه القديم في أن يصير وكيلًا للنيابة ـ فضّل مندور السفر إلى فرنسا على التعيين وكيلًا للنيابة.
غير أن مندور سقط قبل السفر في الكشف الطبي لضعف بصره، وكادت بعثته أن تُلغى لولا تدخل الدكتور طه حسين، الذي ذهب بنفسه لمقابلة محمد حلمي عيسى وزير المعارف آنذاك، حاملًا معه بحثًا كان مندور قد كتبه عن ذي الرمة، فأُعجب الوزير بالبحث عندما قرئت فقرات منه عليه، واستطاع طه حسين أن يدفع الوزير إلى كتابة مذكرة إلى مجلس الوزراء، وافق على إثرها المجلس على إعفائه من الكشف الطبي.
كان الهدف من بعثة مندور في باريس الحصول على ليسانس من السوربون في الآداب واللغات اليونانية القديمة واللاتينية والفرنسية والأدب المقارن، مع حضور محاضرات المستشرقين وتحضير دكتوراه في الأدب العربي مع أحدهم. وقد نفذ مندور الجزء الأول في تسع سنوات (من 1930 إلى 1939)، ولكنه لم يقدم الدكتوراه لتدهور الظروف السياسية في أوروبا آنذاك عقب فشل مفاوضات تشمبرلين مع هتلر وظهور بواكير الحرب العالمية الثانية في الأفق، ففضل مندور العودة إلى مصر دون أن يكتب رسالة الدكتوراه، وإن كان قد حصل من السوربون ـ بالإضافة إلى الليسانس ـ على دبلوم في القانون والاقتصاد السياسي والتشريع المالي، كما كان يحضر محاضرات الفلسفة والتاريخ والاجتماع وعلم النفس بالإضافة إلى البرامج المقررة.
في باريس التحق مندور أيضًا بمعهد الأصوات، حيث درس أصوات اللغة دراسة معملية، وقام ببحث عام عن موسيقى الشعر العربي وأوزانه مسجلة ومقاسة بالكيموغراف، وكتب في ذلك بحثاً مهمًا بالفرنسية.

## عودته إلى مصر
في يوليو 1939 عاد مندور إلى القاهرة، وكان أحمد أمين قد صار عميدًا لكلية الآداب، ولم يكن مندور قد حصل على درجة الدكتوراه في الأدب العربي، فرفض الدكتور طه حسين أن يدرّس في قسم اللغة العربية، ورفض قسم اللغات القديمة أن يدرّس به؛ لأنه درسها على المنهج الفرنسي، بينما كان رئيس القسم إنجليزيًا يدرسها بالمنهج الإنجليزي، أما رئيس قسم اللغة الفرنسية فقال إن لديه من الأساتذة الفرنسيين ما يكفي وزيادة، فلم يجد أحمد أمين أمامه إلا سوى أربع ساعات خالية كلف مندور فيها بتدريس الترجمة من الإنجليزية إلى العربية، رغم أن مندور كان قادمًا من فرنسا لا من إنجلترا، وفي السنة الدراسية التالية (1940/1941) تمكن عميد الكلية من أن يحصل له على بضع ساعات ترجمة من الفرنسية في قسم اللغة الفرنسية.
ثم افتتحت كلية الآداب المعهد العالي للصحافة، فقام مندور فيه بتدريس الترجمة من الفرنسية، واللغة الفرنسية وآدابها، وعندما أنشئت جامعة الإسكندرية سنة 1942، قرر مديرها الدكتور طه حسين تعيين مندور وزملائه العائدين من فرنسا دون دكتوراه في الجامعة الوليدة.
ولم ييأس فحصل على الدكتوراة من جامعة فؤاد الأول (جامعة القاهرة) بتشجيع من أحمد أمين، الذي أشرف أيضًا على رسالته، وكان موضوعها «تيارات النقد العربي في القرن الرابع الهجري»، بينما أعلن طه حسين أنه لن يعترف بهذه الدكتوراه، ورفض أن يشترك في اللجنة التي ناقشت الرسالة. وقد طُبع هذا البحث لاحقًا عدة مرات في كتاب عنوانه «النقد المنهجي عند العرب»، الذي صار مرجعًا جامعيًا من المراجع الأساسية في دراسة الأدب العربي.
واصل أحمد أمين دعمه لمندور، فضمه إلى عضوية لجنة التأليف والنشر والترجمة، التي نشر مندور من خلالها عددًا من مترجماته، كما فتح أمامه باب الكتابة في مجلة «الثقافة»، التي كانت تصدرها اللجنة آنذاك، وكان أحمد أمين يرأس تحريرها.

## استقالته من الجامعة
في سنة 1943 حصل مندور على درجة الدكتوراه من جامعة القاهرة بمرتبة الشرف الممتازة، ومن ثم تقدم إلى الدكتور طه حسين ـ مدير جامعة الإسكندرية آنذاك ـ بطلب ترقيته إلى وظيفة مدرس «أ» من الدرجة الرابعة، غير أن طه حسين رفض طلبه وأصر على الرفض، فقدم مندور استقالته من الجامعة سنة 1944، وكان قد قضى بجامعة الإسكندرية أقل من عامين.

## عمله بالصحافة
بعد استقالة مندور عينه محمود أبو الفتح مديرا لتحرير جريدة المصري، غير أن أبا الفتح لم يلبث أن فصله بعد حوالي ثلاثة أشهر، بعد أن نشر مندور في جريدة الأهرام المنافسة مقالة كان أبو الفتح قد منع نشرها في جريدته، معتبرًا ذلك خروجًا على شروط العقد المبرم بين مندور وبين الجريدة. وكان مندور قد رفض الاعتذار لأبي الفتح عما فعل، قائلًا إن أبا الفتح لم يشتره، ولم يشترِ قلمه ولا فكره، وما دام قد رفض نشر مقاله في جريدته، فمن حق مندور كإنسان أن ينشر رأيه حيث يستطيع.
بعد فصل مندور من جريدة المصري، مر بأزمة مالية خانقة، لم يكن له مورد خلالها إلا ما كان يكتسبه من كتابة بعض المقالات في مجلات كالرسالة و«الثقافة»، ومن إلقاء بعض المحاضرات في معهد التمثيل، الذي افتتح مسائيًا سنة 1944، حتى عُين رئيسًا لتحرير جريدة «الوفد المصري» في فبراير 1945، وفي الوقت نفسه عهد مندور إلى المحامي زهير جرانة برفع دعوى على جريدة المصري ومالكها محمود أبو الفتح، مطالبًا بتعويض قدره خمسة آلاف جنيه، وقد ظلت القضية منظورة في المحاكم ما يقرب من خمس سنوات، ثم حُكم لمندور بالتعويض المطلوب، الذي حسّن من وضع مندور المالي إلى حد كبير.
ثم رأس تحرير جريدة الوفد المصري عام 1945 ليفضح الاستعمار السياسي والاقتصادى، ثم أصدر جريدة البعث وأغلقت بسبب معارضتها لمعاهدة «صدقى بيفن».
قبض عليه وسجن ثم خرج ليشتغل بالمحاماة وكتابة المقالات في روز اليوسف والجمهورية.

## أسرته
في سنة 1941 تزوج مندور من الشاعرة ملك عبد العزيز، وكانت آنذاك طالبة بالسنة الثالثة بكلية الآداب بجامعة فؤاد الأول.

## من كتبه

### تأليف
- النقد المنهجي عند العرب: وهي في الأصل رسالته التي نال بها درجة الدكتوراه.[7]
- في النقد والأدب[7]

### ترجمة
- دفاع عن الأدب، جورج دوهاميل (لجنة التأليف والترجمة والنشر)[4]
- من الحكيم القديم إلى المواطن الحديث (لأربعة من كبار أساتذة السوربون)
- تاريخ إعلان حقوق الإنسان، ألبير باييه